# 青岛铁路职工子弟第二小学
36°6′11.5″N 120°21′00″E / 36.103194°N 120.35000°E

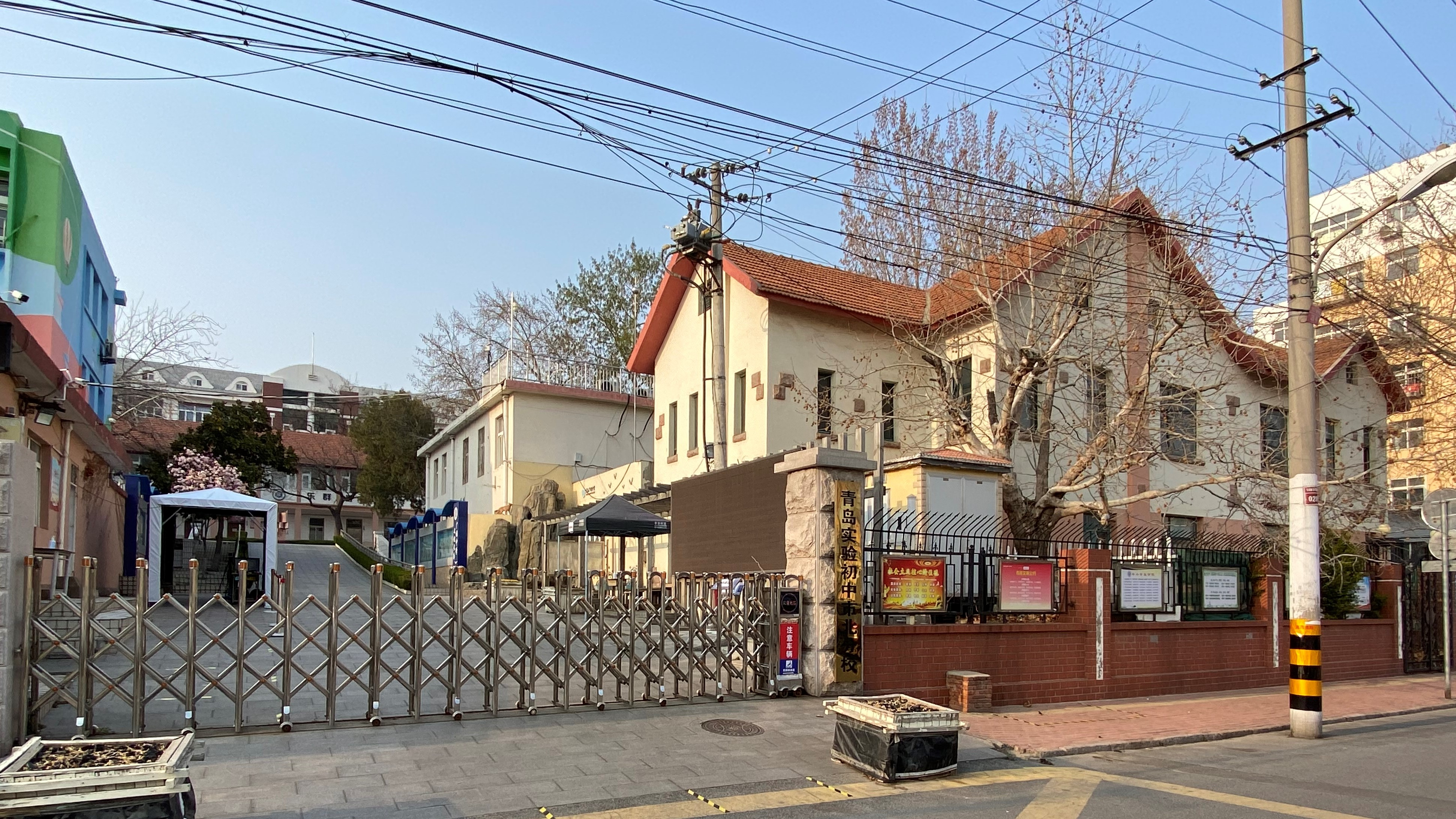
原青岛铁路第二小学校门，2022年4月，右侧为原四方机厂职员宿舍，1929年所建教学楼位于左侧院内

青岛铁路职工子弟第二小学，简称“铁二小”，是青岛市曾经存在的一所小学，其原址位于中国山东省青岛市市北区杭州路3号丁，1924年设立，初名胶济铁路四方小学校，此后先后改名四方扶轮小学校、交通部津浦区第四扶轮小学，1949年后改名青岛铁路职工子弟第二小学，2002年改名青岛四方区第二实验小学，2015年撤销。

## 校史
1924年2月，胶济铁路局创办胶济铁路四方小学校，校址设于奉化路（今杭州路）小山上的原四方机厂日籍职员宿舍，有初、高级2个班，学生154人，教职员5人。1929年秋新建教学楼一栋以缓解校舍紧张。1937年全面抗战爆发后，全市学校于8月经市政府指令停课。日军占领后于1939年复课，改名为四方扶轮学校。1945年抗战结束后，由交通部济南区铁路局接收，改名济南区第四扶轮小学，后因津浦区铁路管理局设立，改名为交通部津浦区第四扶轮小学。青岛解放前该校有教学班15个，学生909人，教职员24人。
1949年6月青岛解放，该校由济南铁路局接管，后改称青岛铁路职工子弟第二小学。1958年，铁二小与西侧紧邻的铁路中学合并，改名青岛铁中附小。1960年复名铁路第二小学。文革期间曾一度停课。该校曾获四方区、铁路局先进学校、全国金星大队、红旗大队、济南铁路局体育传统项目先进学校等荣誉称号。1987-1988年，该校有教学班25个，学生984人，教职工97人。
2002年10月29日，因国务院要求企业自办中小学移交给地方管理，济南铁路局与青岛市人民政府签订协议，将青岛铁路职工子弟第二小学等校移交给地方政府，由四方区政府接收，改名青岛四方区第二实验小学。2015年，该校撤销。校址用于设立青岛实验初中市北分校（青岛广雅中学）。

## 校舍
1931年，该校有北楼、南楼及平房、铁棚各一处。南楼即原四方机厂日籍职员宿舍，位于校门东侧，1931年内设教室兼女生手工室1间、阅报室兼教职员膳厅1间及教职员住所若干间。北楼即建于1929年秋的教学楼，地上二层，砖石结构，红瓦坡屋顶，南侧为敞廊。1931年楼内有教室9间、读书室2间及其他房间10间。平房有教室、办公室、校长室各一间。铁棚内为大礼堂兼室内操场等。南楼、北楼保存至今，现已列入市北区未定级不可移动文物名单。
1987-1988年，该校校舍占地面积2.9亩，建筑面积4121平方米。